# غار انجیر شاهیجان شماره ۲
غار انجیر شاهیجان شماره ۲ مربوط به دوران پارینه‌سنگی جدید است و در شهرستان مرودشت، روستای شاهیجان علیا واقع شده و این اثر در تاریخ ۲ آبان ۱۳۸۲ با شمارهٔ ثبت ۱۰۵۳۹ به‌عنوان یکی از آثار ملی ایران به ثبت رسیده است.